# Народная улица (Москва)
Наро́дная у́лица (до 1922 года Краснохолмская улица) — улица в Таганском районе Центрального административного округа города Москвы. Проходит параллельно Таганскому тоннелю и левобережному подходу Большого Краснохолмского моста, от улицы Большие Каменщики (Таганская площадь) до Краснохолмской набережной. Нумерация домов — от улицы Большие Каменщики. На Народную улицу выходит улица Малые Каменщики.

## Происхождение названия
В прошлом Краснохолмская улица, называвшаяся по расположению на Красном холме (юго-западный склон знаменитого Таганского холма). В конце 1921 году получила название Народная улица — «в честь советского народа».

## История
До 1938 года входила в состав Садового кольца, будучи одним из самых узких его участков (не считая мостов). После постройки нового Краснохолмского моста, спрямившего трассу Садового кольца, фактически превратилась в съезд с кольца на набережные левого берега реки Москвы. Застройка чётной стороны — жилые дома второй половины XIX — начала XX века разной этажности (особенно выделяется № 4, один из крупнейших доходных домов дореволюционной Москвы). Застройка нечётной стороны — смешанная (новодел 2000-х годов и сталинский жилой дом № 15/1).

## Описание

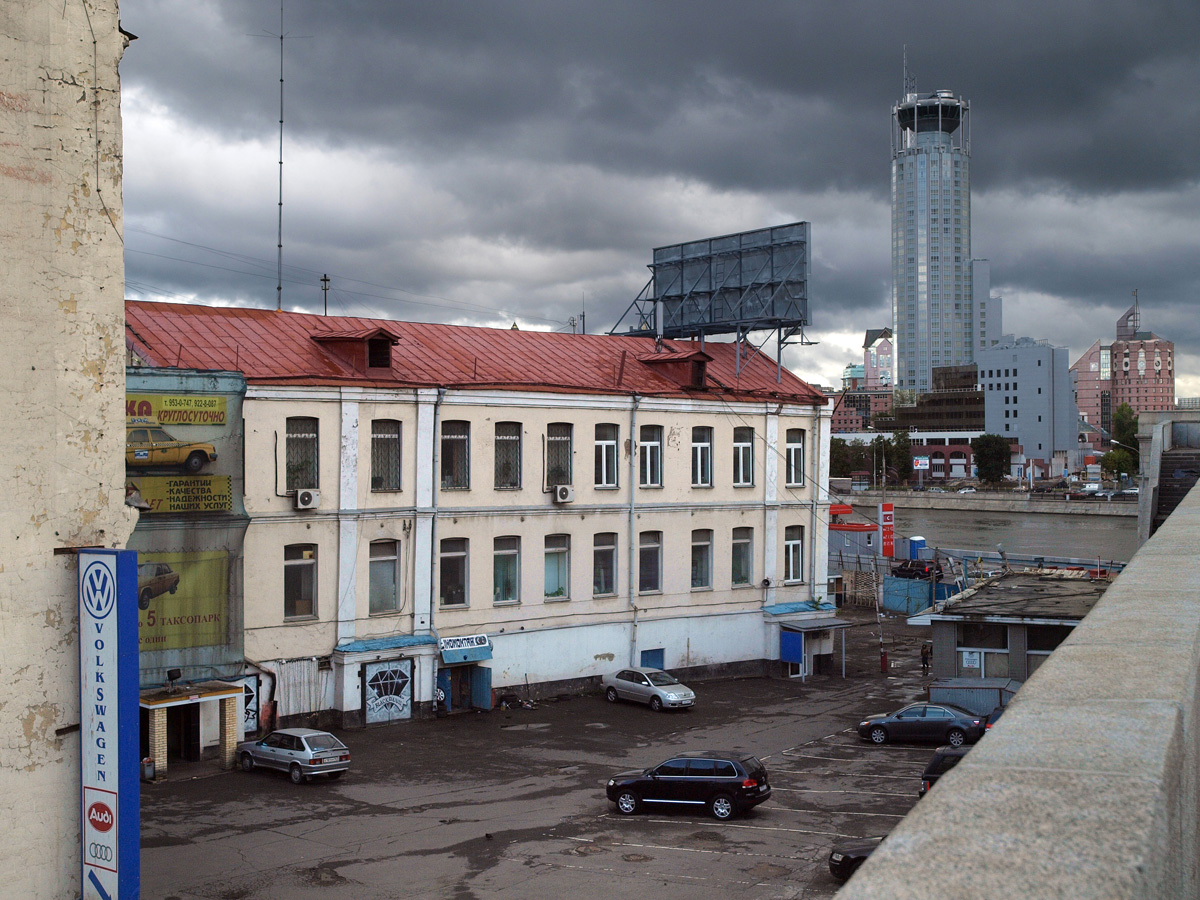
Вид на задние дворы Народной улицы с Большого Краснохолмского моста. За рекой видны постройки Замоскворечья.

Народная улица начинается от Таганской площади, проходит на юго-запад, слева от неё начинается улица Малые Каменщики. Выходит к Москве-реке между Гончарной (справа, вверх по течению) и Краснохолмской (вниз по течению) набережными.

## Здания и сооружения
По нечётной стороне:
- № 7 — дом российского футбола

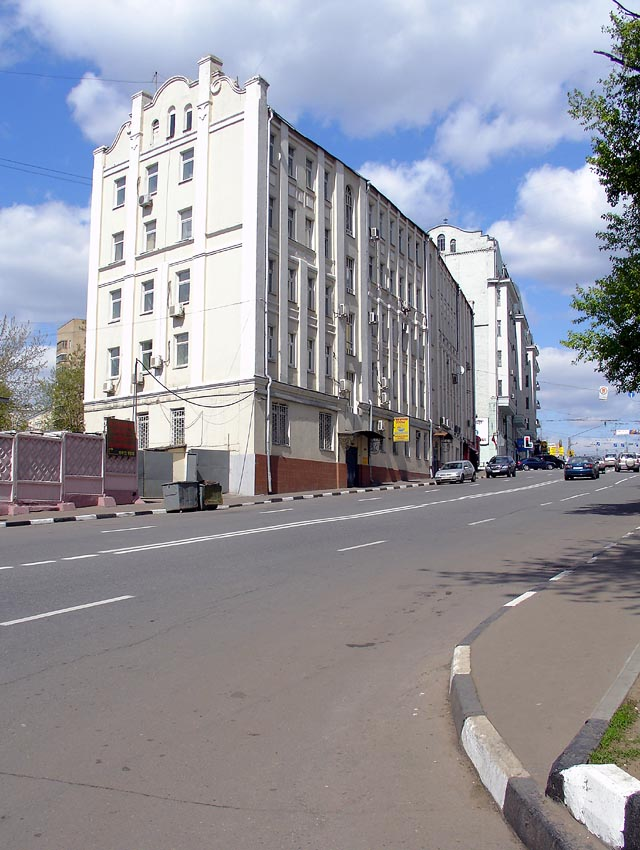
Народная улица, № 8 и 4, вид в сторону Таганки от улицы Малые Каменщики

- № 9 — отделение связи № 172-Ж-115172;
- № 11/2 — школа № 498;
- № 15/1 — Жилой дом. Здесь в 1996—2003 годах жил актёр Леонид Филатов[1].
- № 13 — жилой дом

По чётной стороне:
- № 4, строение 1 — Доходный дом (1915, архитектор В. А. Осипов, совместно с В. М. Пиотровичем), сейчас — Музыкальное общество им. М. И. Глинки
- № 12, строение 1 — Сберегательный банк РФ (АКСБ РФ) Люблинское отд. № 7977/052